# Station Długie
Station Długie is een spoorwegstation in de Poolse plaats Długie.